# ГЕС Miánhuātān
ГЕС Miánhuātān (棉花滩水电站) — гідроелектростанція на сході Китаю у провінції Фуцзянь. Знаходячись перед ГЕС Qīngxī, становить верхній ступінь каскаду на річці Тіньцзян, лівій твірній Ханьцзян (впадає до Південно-Китайського моря на північній околиці міста Шаньтоу).
В межах проекту річку перекрили греблею із ущільненого котком бетону висотою 111 метрів, довжиною 300 метрів та шириною від 7 (по гребеню) до 85 (по основі) метрів. Вона утримує водосховище з площею поверхні 64 км2 та об’ємом 1695 млн м3 (корисний об’єм 1122 млн м3), в якому припустиме коливання рівня у операційному режимі між позначками  146 та 173 метра НРМ (під час повені рівень може зростати до 177,8 метра НРМ, а об’єм – до 2035 млн м3). 
Через чотири тунелі з діаметром 7,5 метра ресурс надходить до розташованого на лівому березі неподалік від греблі машинного залу. Він споруджений у підземному виконанні та має розміри 130х22 метра при висоті 52 метрів, крім того, для розміщення трансформаторного обладнання знадобилось ще одне підземне приміщення розмірами 97х16 метрів при висоті 15 метрів.
Станцію обладнали чотирма турбінами типу Френсіс потужністю по 150 МВт, які використовують напір у 88 метрів та забезпечують виробництво 1,5 млрд кВт-год електроенергії на рік.
Видача продукції відбувається по ЛЕП, розрахованій на роботу під напругою 220 кВ.
Під час сорудження комплексу використали 870 тис м3 бетону та здійснили виїмку 2,1 млн м3 породи.